# Wadrill (Prims)
Die Wadrill ist ein Fluss in Rheinland-Pfalz und im Saarland. Sie ist ein rechter, gut 27 km langer Zufluss der Prims.

## Etymologie
Der Name wird auf das indogermanische *uód-r „Wasser“ zurückgeführt. Die Endung könnte sich vom galloromanischen Suffix -ella ableiten.

## Geographie

### Verlauf
Der Bach entspringt auf der Gemarkung von Osburg im Osburger Hochwald und nimmt unterhalb des Campingparks Reinsfeld den Bach von der Meisbrück auf, der auf der Gemarkung von Beuren (Hochwald) entspringt. Als Osterbach fließt der Bach durch den Ort Reinsfeld.
Ab etwa der Felsenmühle an der Bundesstraße 407 wird der Bach Wadrill genannt.
Sie läuft weiter in Richtung Grimburg, wo sie unterhalb der Burg Grimburg ins Saarland eintritt. Sie nimmt ihren Weg weiter nach Wadrill und Wedern und mündet südlich von Wadern nahe Dagstuhl auf 261 m ü. NN in die Prims.

### Zuflüsse
Zuflüsse und Abzweigungen von der Quelle zur Mündung mit Längenangaben in km und Einzugsgebietsgröße in km²
- Ilexbach (rechte Abzweigung)
- Buschgraben (rechts), 0,4 km, 0,03 km²
- Burmahbach (rechts), 0,8 km, 0,77 km²
- Osterbach (Bach vom Meisbrück) (links), 2,0 km, 2,04 km²
- Ischerter Graben[8] (Mühlgraben) (rechts), 0,7 km, 0,31 km²
- Klasährbach (rechts), 2,3 km, 1,68 km²
- Eichbach (links), 0,9 km, 0,82 km²
- Ortsgraben (rechts), 0,5 km, 0,66 km²
- Lindenbach (links), 0,8 km, 0,55 km²
- Lascheider Bach (links), 1,8 km, 1,77 km²
- Steinbach (rechts), 2,8 km, 3,34 km²
- Taubenbergbach (links), 1,0 km, 0,50 km²
- Bocksgraben (rechts), 0,6 km, 0,28 km²
- Reidelsteinbach (links), 1,1 km, 0,61 km²
- Wallerbach (rechts), 1,0 km, 0,93 km²
- Morborn (rechts), 1,5 km, 1,02 km²
- Lauschbach (links). 3,7 km, 4,21 km²
- Flörbach (rechts), 1,6 km, 2,85 km²
- Bach vom Sägemühlberg (links), 0,8 km, 0,78 km²
- Hasenkopfbach (rechts), 0,5 km, 0,64 km²
- Grenzseifenflüßchen (rechts), 1,2 km, 0,86 km²
- Grimburger Lautenbach (rechts), 1,1 km, 1,58 km²
- Engbach (Mühlenbach) (links), 5,5 km, 9,08 km²
- Hahnenbruch(bach) (rechts), 0,6 km[9]
- Gothbach (links), 1,2 km[9], 1,26 km²
- Wadriller Dörrbach (links), 2,4 km, 2,77 km²
- Gehweiler Seelbach (rechts), 4,7 km, 5,88 km²
- Reidelbach (rechts), 2,4 km[9], 1,99 km²
- Neuwiesgraben (links), 0,5 km[9]
- Heidenfloß (links), 1,2 km[9]
- Kohlwigbach (links), 0,9 km[9]
- Mettenbornbach (rechts), 3,0 km[9], 2,53 km²
- Butterbach (rechts), 2,1 km[9] 2,35 km²
- Flohbach (links), 1,2 km[9]
- Brackenspitzbach (links), 0,4 km[9]
- Lotterbruchbach (rechts), 1,6 km[9]